# Meriadok
Meriadok, Meriadek – imię męskie pochodzenia celtyckiego, (Muiredach, Muireadhach), znane z rodowych legend irlandzkich i oznaczające „mistrz, pan”. Patronem tego imienia jest św. Meriadek (Meriadok), biskup Vannes (VII wiek). 
Meriadok, Meriadek imieniny obchodzi 7 czerwca.
Znane postacie fikcyjne o tym imieniu: 
- Meriadok Brandybuck, jeden z głównych bohaterów powieści Władca Pierścieni J.R.R. Tolkiena